# Latria
Nella teologia cattolica, latrìa (dal greco λατρεία, /laˈtreia/, cioè «culto», «servizio degli Dei», «adorazione») è il culto reso solo a Dio. Pertanto rappresenta il culto più alto ed è riservato solo alle tre Divine Persone della Santissima Trinità, in contrasto con la dulia (la venerazione dovuta ad esempio ai santi) e l'iperdulia, dovuta alla sola Vergine Maria.
Dal momento che, tramite transustanziazione, il pane (ostia) e il vino (vino da messa) consacrati nell'eucaristia diverrebbero veramente corpo e sangue di Gesù Cristo, anche a tale sacramento viene reso culto di latria o adorazione. Così come al Sacro Cuore di Gesù.